# Platygaster virgo
Platygaster virgo är en stekelart som beskrevs av Francis Day 1971. Platygaster virgo ingår i släktet Platygaster och familjen gallmyggesteklar. Inga underarter finns listade i Catalogue of Life.